# Sieć Badawcza Łukasiewicz − Instytut Mechaniki Precyzyjnej
Sieć Badawcza Łukasiewicz − Instytut Mechaniki Precyzyjnej  – nieistniejący już instytut badawczy, wcześniej jednostka badawczo-rozwojowa, związany z mechaniką precyzyjną. Miał siedzibę przy ul. Duchnickiej 3 w Warszawie. 
W 2019 roku instytut został włączony do Sieci Badawczej Łukasiewicz. 1 stycznia 2023 roku został połączony z Instytutem Mechanizacji Budownictwa i Górnictwa Skalnego w Warszawski Instytut Technologiczny.

## Charakterystyka
Przedmiot działalności Instytutu: 
prace naukowo-badawcze, wdrożeniowe i szkoleniowe w zakresie, m.in.: 
- technologii związanych z przygotowaniem mechanicznym i chemicznym powierzchni pod powłoki ochronne wraz z odpowiednimi urządzeniami i preparatami;
- technologii związanych z nakładaniem powłok galwanicznych, lakierowych, metalizacyjnych i zanurzeniowych wraz z preparatami do ich wykonania;
- technologii związanych z obróbką cieplną i cieplno-chemiczną narzędzi i części maszyn oraz realizacji tych procesów w skali półtechnicznej;
- wytrzymałości materiałów, takie jak badania zmęczeniowe, tarcia, pomiaru naprężeń i inne;
- czystszych technologii produkcyjnych.